# Маркова къща (Връбница)
Вижте пояснителната страница за други значения на Маркова къща.
Марковата къща (на албански: Banesa e Kosta Markut) е възрожденска къща в голобърденското село Връбница (Върница), Република Албания. Принадлежи на Коста Марко. В 1973 година е обявена за архитектурен паметник на Албания под № 1886.